# Grenoble Foot 38 (féminines)
Maillots
Actualités
La section féminine du Grenoble Foot 38 est un club de football féminin français basé à Grenoble et fondé sous le nom de Grenoble Foot Féminin jusqu'à son absorption par le club masculin de la ville en 1997. En 2016, il fusionne avec le Grenoble Métropole Claix Football féminin voisin qui lui transmet ses équipes et son admission en deuxième division.
Les Grenobloises atteignent pour la première fois de leur histoire la Division 1 en 1981, après plusieurs saisons passées dans les divisions régionales de la Ligue Rhône-Alpes. Le club fait ensuite le yoyo entre Division 1 et division inférieure jusqu'en 1992 et la dernière relégation de première division qui provoque rapidement sa chute au niveau des divisions régionales de la Ligue Rhône-Alpes. Il ne retrouve les divisions nationales qu'après la fusion avec le GMC2F.

## Histoire

### L'intégration dans le GF38
En 1997, sur une volonté politique, les clubs masculins de l'Olympique Grenoble Isère (OGI) et le Norcap Grenoble (club amateur créé en 1950 de la fusion entre Nordest, un club d'usine et du FC La Capuche, un club de quartier de Grenoble) fusionnent pour devenir le Grenoble Foot 38. Dans le même temps, le Grenoble Foot Féminin qui évolue alors en division régionale intègre le nouveau club.

### Fusion avec Claix
En 2015-2016, l'équipe première du GF évolue en DHR, quatrième niveau du football féminin, tandis que le Grenoble Métropole Claix Football féminin joue en deuxième division et sa réserve au niveau juste en dessous. Après des premières rumeurs mi-juin 2016, le processus d’absorption se déroule en moins d'un mois. Le GMC2F à l'unanimité puis l'association « support » du GF38 de façon plus contrastée valident la fusion. Puis la FFF valide à son tour, accordant ainsi le transfert des droits sportifs du GMC2F au GF38. Les joueuses et l'entraîneur du club claixois, renforcés par quelques recrues, participent donc au championnat de France de deuxième division sous les couleurs (bleu et blanc) du GF.
Comme l'anticipait l'entraîneur, la première saison de la nouvelle entité ne lui permet pas de monter. Le GF reste dans le peloton de tête mais distancé par le FCF Val d'Orge, futur promu. Grâce à une série de six victoires en fin de saison, où elles battent Toulouse (alors deuxième) puis le leader, les Grenobloises remontent au classement mais échouent finalement à la troisième place, à deux points du Val d'Orge.

## Résultats sportifs

### Palmarès
Le tableau suivant liste le palmarès du club actualisé à l'issue de la saison 2011-2012 dans les différentes compétitions officielles au niveau national et régional.
| Compétitions régionales     | Équipes de jeunes           |
| Votre aide est la bienvenue | Votre aide est la bienvenue |

### Bilan saison par saison
Le tableau suivant retrace le parcours du club depuis la création de la première division en 1974, sous la dénomination de Grenoble FF, puis de Grenoble Foot depuis 1997.
| Édition                                               | Division 1   | Division 2             | Divisions régionales | Coupe de France   |
| 1974-1981                                             | -            | Championnat inexistant | …                    | Coupe inexistante |
| 1981-1982                                             | Premier Tour | Championnat inexistant | -                    | Coupe inexistante |
| 1982-1983                                             | -            | 3e (Gr. C)             | -                    | Coupe inexistante |
| 1983-1984                                             | 5e (Gr. A)   | -                      | -                    | Coupe inexistante |
| 1984-1985                                             | -            | -                      | …                    | Coupe inexistante |
| 1985-1986                                             | -            | -                      | non connu            | Coupe inexistante |
| 1986-1987                                             | 4e (Gr. C)   | Championnat inexistant | -                    | Coupe inexistante |
| 1987-1988                                             | 9e (Gr. B)   | Championnat inexistant | -                    | Coupe inexistante |
| 1988-1989                                             | -            | Championnat inexistant | non connu            | Coupe inexistante |
| 1989-1990                                             | 8e (Gr. A)   | Championnat inexistant | -                    | Coupe inexistante |
| 1990-1991                                             | 6e (Gr. A)   | Championnat inexistant | -                    | Coupe inexistante |
| 1991-1992                                             | 8e (Gr. A)   | Championnat inexistant | -                    | Coupe inexistante |
| 1992-2001                                             | -            | …                      | …                    | Coupe inexistante |
| 2001-2002                                             | -            | -                      | …                    | non connu         |
| 2002-2003                                             | -            | -                      | …                    | non connu         |
| 2003-2004                                             | -            | -                      | …                    | non connu         |
| 2004-2005                                             | -            | -                      | …                    | non connu         |
| 2005-2006                                             | -            | -                      | …                    | non connu         |
| 2006-2007                                             | -            | -                      | …                    | non connu         |
| 2007-2008                                             | -            | -                      | …                    | non connu         |
| 2008-2009                                             | -            | -                      | 5e (DHR)             | non connu         |
| 2009-2010                                             | -            | -                      | 6e (DHR)             | non connu         |
| 2010-2011                                             | -            | -                      | …                    | 1er tour fédéral  |
| 2011-2012                                             | -            | -                      | ...                  | non connu         |
| 2015-2016                                             | -            | -                      | …                    | 1er tour fédéral  |
| Fusion avec Grenoble Métropole Claix Football Féminin |              |                        |                      |                   |
| 2016-2017                                             | -            | 3e (Gr. B)             | -                    | 16e de finale     |
| 2017-2018                                             | -            | 4e (Gr. B)             | -                    | 16e de finale     |
| 2018-2019                                             | -            | 4e (Gr. B)             | -                    | Demi-finale       |
| 2019-2020                                             | -            | 8e (Gr. B)             | -                    | 8e de finale      |